# Moss Side Story
Moss Side Story è l'album di debutto del musicista britannico Barry Adamson pubblicato nel 1989. L'album è un concept album, una colonna sonora di un film poliziesco inesistente.

## L'album
La musica è quasi completamente strumentale ad eccezione di urla occasionali, campioni vocali e un coro. Per ottenere l'effetto della colonna sonora, i titoli dei brani descrivono un contorno della trama del film noir. La copertina interna è accompagnata da un racconto scritto da Dave Graney che ha aggiunto al concetto. Questa manica esterna integrata che mostra la linea del tag: "In un mondo in bianco e nero, l'omicidio porta un tocco di colore ...". In un'intervista del 2017, Adamson ha riferito di aver registrato Moss Side Story a causa del suo fascino per la musica da film e come "un biglietto da visita [per] inviarlo in giro alla gente" nella speranza di essere assunto per scrivere musica per film reali. Lo stile generale ricorda il lavoro di Angelo Badalamenti che spesso collabora con il regista David Lynch. Adamson avrebbe continuato a contribuire con la musica al film Strade perdute (1997) di Lynch

## Titolo
Moss Side è un quartiere nella città di Manchester, in Gran Bretagna, dove è nato Adamson. Il titolo dell'album è un gioco di parole e un riferimento alla West Side Story di Leonard Bernstein. Il titolo di "The Swinging Detective" è interpretato dalla serie di spettacoli televisivi di Dennis Potter The Singing Detective, mentre Round Up The Usual Suspects è una linea resa famosa da Claude Rains a Casablanca.

## Accoglienza
La recensione di NME descrive l'album come una "grande suite cinematografica intesa come colonna sonora di un" thriller cinematografico provocatorio ambientato nel Moss Side di Manchester" e che Moss Side Story è "una delle migliori colonne sonore di sempre, il fatto che non ha il film di accompagnamento è irrilevante."
Una recensione retrospettiva di Ritchie Unterberger di Allmusic descrisse l'album come "un paesaggio sonoro sinistro e spigoloso" che rimase di gran lunga il miglior lavoro da solista di Adamson. 
L'album è stato incluso nel libro 1001 Album You Must Hear Before You Die.

## Tracce
1. On The Wrong Side of Relaxation – 5:27
2. Under Wraps – 4:27
3. Central Control – 2:10
4. Round Up The Usual Suspects – 0:43
5. Sounds from The Big House – 6:24
6. Suck On The Honey of Love – 2:13
7. Everything Happens to Me – 2:43
8. The Swinging Detective – 5:45
9. Autodestruction – 3:49
10. Intensive Care – 2:42
11. The Most Beautiful Girl in the World – 4:07
12. Free at Last – 1:23
13. Alfred Hitchcock Presents – 2:24
14. Chocolate Milk Shake – 4:24
15. The Man with the Golden Arm – 5:13